# املاک
از لحاظ تاریخی، یک املاک شامل خانه‌ها، ساختمان‌های بیرونی، زمین‌های کشاورزی و جنگل‌هایی است که باغ‌ها و زمین‌های یک ملک بسیار بزرگ، مانند یک خانه روستایی یا عمارت را احاطه کرده‌اند. این اصطلاح مدرن برای ارباب‌منشی است، اما بدون اقتدار قانونی یک ارباب است که اکنون لغو شده است. این یک "املاک" است زیرا سود حاصل از تولید و اجاره بهای آن برای حمایت از خانواده در خانه‌ای که در مرکز آن قرار دارد، که در گذشته به عنوان خانه اعیانی شناخته می‌شد، کافی است. بنابراین، «املاک» ممکن است به تمام کلبه‌ها و روستاهای دیگر در همان مالکیت خود عمارت گفته شود که بیش از یک عمارت سابق را پوشش می‌دهد. نمونه‌هایی از چنین املاک بزرگ عبارتند از Woburn Abbey در بدفوردشر ، انگلستان ، و کاخ بلنهایم، در آکسفوردشر، انگلستان، که برای جایگزینی خانه عمارت پیشین Woodstock ساخته شده است.
در انگلیسی نوین بریتانیایی ، اصطلاح "املاک" به هر قطعه بزرگ زمینی تحت مالکیت یکپارچه، مانند یک شهرک شورایی ، شهرک مسکونی ، یا شهرک صنعتی اشاره دارد.